# مانويل رودريغيز لوزانو
مانويل رودريغيز لوزانو (بالإسبانية: Manuel Rodríguez Lozano)‏ هو فنان مكسيكي، ولد في 4 نوفمبر 1891 في مدينة مكسيكو في المكسيك، وتوفي بنفس المكان في 27 مارس 1971.